# Министерство здравоохранения Бельгии
Министерство здравоохранения Бельгии или Федеральная государственная служба здравоохранения Бельгии было создано Королевским приказом от 23 мая 2001 года в рамках реализации планов первого правительства Ги Верхофстадт по модернизации федеральной администрации.
Оно несет ответственность за обеспечение здоровья населения, безопасности пищевой цепи и за защиту окружающей среды.

## Министры
ФГС здравоохранения в настоящее время ответственность не менее чем за трех министров:
- Дидье Донфут, министр социальных дел и здравоохранения, поручено европейским делам
- Бруно Тоббак, министр окружающей среды и пенсий
- Ренаат Ландуйт, министр транспорта и Северных морей

## Организации
ФГС здравоохранения в настоящее время подразделена на пять Генеральных директоратов:
- Генеральный директорат по медицинскому имуществу и оборудованию
- Генеральный директорат по оказанию первичной медицинской помощи и управлению в кризисных ситуациях
- Генеральный директорат по лекарственным препаратам
- Генеральный директорат по животным, растениям и продуктам питания
- Генеральный директорат по вопросам окружающей среды

Она также включает в себя три научных учреждения:
- Центр по ветеринарным и агрохимическим исследованиям
- Научный институт общественного здравоохранения
- Высший совет здравоохранения